# 中島将弼
中島 将弼（なかじま しょうひつ、1910年 - 1984年）は武術家。神影流剣術第24世宗家、神心無想流居合、柳心体術の開祖。武号は勝雲。

## 生涯
父の中島勝より家伝の神後伊豆守系の神影流剣術を学び第24世宗家を継承した。他に合気道、薙刀術、杖術、弓術、空手も修行した。昭和10年代には道場「双竜館」で指導するとともに、陸軍戸山学校で武術教官を勤めたという。
1942年（昭和17年）、神影流剣術を基に神心無想流居合を編み出した。終戦後の1953年（昭和28年）、東京に道場「柳心館」を開いた。この頃、独自の柔術を編み出し、道場名にちなんで「柳心体術」と名付けた。中島は、神影流剣術・神心無想流居合・柳心体術を中心に薙刀術、杖術なども含む総合武道を目指し、自らの総合武道を「柳心館武道」と呼んだという。